# Ryan Fraser
Ryan Fraser (ur. 24 lutego 1994 w Aberdeen) – szkocki piłkarz występujący na pozycji pomocnika w angielskim klubie Southampton, do którego jest wypożyczony z Newcastle United oraz w reprezentacji Szkocji.